# دهستان راور
دهستان راور نام دهستانی در بخش مرکزی شهرستان راور، استان کرمان در ایران است. براساس سرشماری مرکز آمار ایران در سال ۱۳۸۵، جمعیت آن ۸۲۳۰ نفر (۲۳۵۷ خانوار) بوده‌است.